# PGE Turow Zgorzelec
El PGE Turow Zgorzelec és un club de bàsquet de la ciutat de Zgorzelec (Polònia) fundat el 1948. La temporada 2014-2015, disputa la Lliga polonesa de bàsquet i l'Eurolliga de bàsquet.

## Història
El club va ser fundat el 1948, quan la direcció de la mina de Bogatynia va crear un equip de futbol, KS Miner Turoszów. El 1961 el nom del club es va canviar per Sports Club Turow. El 1964 es va crear un equip de navegació. També el 1964 es va crear un equip de bàsquet. Un any després l'equip de bàsquet es traslladaria a Zgorzelec. El 1978 l'equip va assolir la primera divisió, on competirien una temporada.
El 2004 el club va assolir novament l'ascens a primera divisió. El 2006 l'entitat legal del club va canviar per KKS Turow Zgorzelec SA i des del 2007 té com a patrocinador principal PGE, i per això competeix amb el nom de PGE Turow Zgorzelec.

## Palmarès
- 1 Lliga polonesa de bàsquet: 2013-2014[4]